# Napoleone Ferrara
Napoleone Ferrara (Catania, 26 luglio 1956) è un oncologo e ricercatore italiano con cittadinanza statunitense.
Attualmente è Senior Deputy Director al Moores Cancer Center dell'University of California a San Diego (UCSD). È stato uno dei membri di Genentech, che si occupa soprattutto del settore dell'angiogenesi e della biologia dei tumori. È inoltre vincitore del Lasker Award del 2010 per aver identificato il VEGF, fattore di crescita vascolare endoteliale.

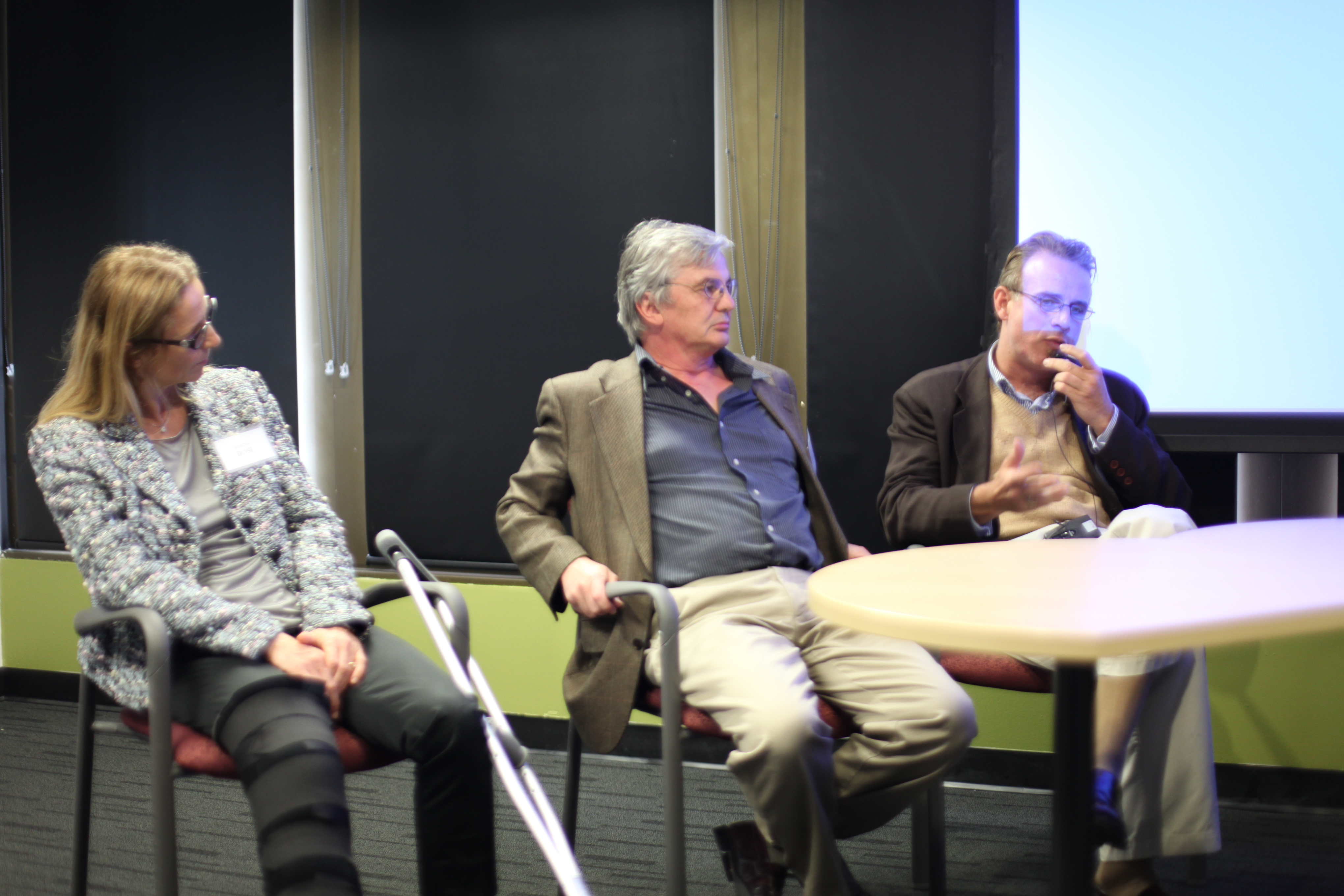
Laura Perin, Napoleone Ferrara e Matteo Garbelotto

## Biografia
Si laurea in Medicina e Chirurgia nel 1981 all'Università di Catania. Nel 1983 vince una borsa di studio presso l'University of California, San Francisco, dove continua i suoi studi anche dopo il post dottorato nell'Istituto di ricerca per il cancro dal 1986 al 1988 quando entra a far parte di Genentech.
Nel 1989 è riuscito per primo a clonare e purificare in laboratorio la proteina determinante nel favorire la crescita del tumore. Grazie a questi studi, Napoleone Ferrara è riuscito a sviluppare delle terapie anti-VEGF, come bevacizumab (Avastin) e ranibizumab (Lucentis), per la cura della degenerazione maculare, patologia che rappresenta la prima causa di cecità negli anziani.
Nel 2010 vince il Lasker Award e la classifica del Via-Academy sui principali scienziati italiani nel mondo, lo colloca al terzo posto.

## La ricerca della proteina VEGF
Durante la permanenza presso l'Università della California, Napoleone Ferrara si dedicò allo studio di particolari cellule dell'ipofisi della mucca che sembravano capaci di aiutare a regolare lo sviluppo dei vasi sanguigni.
Ferrara coltivò queste cellule nelle piastre da laboratorio e raccolse il brodo nelle quali erano cresciute.
Quando aggiunse questo terreno di coltura alle cellule endoteliali, notò che i vasi sanguigni si dividevano vigorosamente a differenza delle cellule degli altri tessuti che ignoravano completamente il materiale.
Il principio attivo in tal modo aveva soddisfatto i requisiti fondamentali per poter esser classificato come una molecola secreta capace di provocare la crescita delle cellule endoteliali vascolari.
Ferrara continuò i suoi studi sulla proteina dopo esser entrato a far parte di Genentech nel 1988.
L'anno seguente isolò il gene che codifica questa proteina nelle mucche come negli esseri umani e scoprì che la sua sequenza amminoacidica non corrispondeva a nessuna proteina nota. Fondamentalmente conteneva una sequenza di amminoacidi che permetteva alle proteine di sfuggire dalle cellule. Poiché la molecola esercitava il suo effetto solo sulle cellule endoteliali vascolari, Ferrara la chiamò Vascular Endothelial Growth Factor (VEGF).
Allo stesso tempo, un gruppo indipendente della Monsanto Company guidato da Daniel Connolly, scoprì il gene per il fattore della permeabilità vascolare (VPF), una proteina dei tumori dei porcellini d'India che Harold Dvorak (Harvard Medical School) aveva già individuato nel 1983 sulla base della sua capacità di provocare delle perdite nei vasi sanguigni. Il confronto delle sequenze di amminoacidi mostrò che i geni VPF e VEGF erano identici.
Il VEGF poteva quindi indurre alla proliferazione delle cellule dei vasi sanguigni in coltura ma nessuno sapeva se fosse stato capace di farlo anche negli animali. Ferrara dimostrò che nei ratti, l'attività del gene VEGF è correlata alla crescita dei vasi sanguigni sia temporalmente che spazialmente.
Tuttavia, questi collegamenti non chiarirono se il VEGF provocasse o accompagnasse semplicemente il processo dell'angiogenesi. Per risolvere il problema, Ferrara valutò se reprimendo il VEGF si annullasse la formazione di nuovi vasi sanguigni in un essere vivente, l'obiettivo era dunque quello di annullare gli effetti della proteina nelle cavie da laboratorio.
Nel 1996, il gruppo di Ferrara e un team guidato da Peter Carmeliet (Vlaams Instituut voor Biotechnologie) scoprirono, indipendentemente l'uno dall'altro, che, interrompendo una singola copia di VEGF nei topi, si assiste alla morte precoce degli embrioni nel loro sviluppo.
Questo risultato fu sorprendente in quanto gli embrioni conservarono una copia operativa del gene. Inoltre, questa scoperta indicò che anche gli altri membri della famiglia VEGF emersi dall'esperimento, non riuscivano a compensare la perdita anche parziale del VEGF. Queste osservazioni indicarono quindi che i roditori sono particolarmente sensibili al dosaggio di VEGF e stabilirono che questa proteina ha un ruolo fondamentale per l'embriogenesi.
Per provare il ruolo del VEGF in un animale adulto, Ferrara sfruttò il suo recettore, scoperto nel 1992 con l'aiuto di Lewis T. Williams (Università della California, San Francisco). Questa proteina si trova su cellule endoteliali, dove si lega con il VEGF e, in risposta, innesca alcune attività cellulari.
Ferrara accorciò il recettore in modo che non si associasse alle cellule; nonostante tutto, il VEGF fu intercettato e quindi la sua funzione inibita.
Nel 1998, Ferrara registrò che nei topi adulti, il recettore modificato annullava quasi completamente l'angiogenesi nel tessuto che viene normalmente a contatto con i vasi sanguigni e che questo impediva al tessuto di svolgere i suoi compiti biologici.
Questo studio dimostrò quindi l'importanza del VEGF nella fisiologia di un adulto normale.
Nel frattempo, al fine di contrastare le malattie, Ferrara aveva portato avanti anche altri metodi di inattivazione VEGF. A tal proposito aveva sviluppato un anticorpo monoclonale in grado di neutralizzare il VEGF umano: come registrato nel 1993 esso impedisce a diverse linee cellulari tumorali umane di moltiplicarsi dopo che sono state impiantate nei topi.
Questi risultati hanno fornito la prima prova diretta che la crescita del tumore dipende dall'angiogenesi e hanno aperto la porta per l'uso clinico di farmaci anti-VEGF.
Nel 1994, Ferrara cominciò ad occuparsi delle malattie della retina. Lui e Lloyd Paul Aiello (Brigham and Women's Hospital e Harvard Medical School), analizzarono il fluido dagli occhi di pazienti con disturbi della retina derivanti da cause diverse, e scoprirono che il VEGF è correlato alle condizioni che portano alla formazione di nuovi vasi sanguigni, ma non con altre malattie.
Per verificare se bloccando il VEGF si potessero eliminare le malattie dell'occhio causate dall'angiogenesi patologica, Ferrara iniettò un derivato del recettore del VEGF negli occhi di alcuni topi con questo tipo di malattia alla retina. Nel 1995 riscontrò quindi la formazione di nuovi vasi sanguigni in 46 dei 47 animali presi come cavie.
L'anno successivo, condusse con Anthony Adamis (Children's Hospital, Boston) degli esperimenti su scimmie che soffrivano di una patologia oculare correlata. In quel contesto, l'anticorpo monoclonale che Ferrara stesso aveva usato per ostacolare la crescita del tumore, ostacolò la formazione di vasi sanguigni.
Questi esperimenti suggerirono che l'agente anti-VEGF potesse combattere una malattia umana che nasce anche da inadeguata vascolarizzazione, DMLE essudativa, una delle principali cause di grave e irreversibile perdita della vista negli anziani.
Ferrara decise allora di lavorare sull'anticorpo monoclonale del topo piuttosto che sul recettore solubile per uso terapeutico, anche perché sapeva che avrebbe potuto renderlo tollerabile al sistema immunitario umano attraverso l'innesto di una porzione del VEGF su un anticorpo umano.
Ferrara e i suoi colleghi valutarono la possibilità di far arrivare il prodotto, chiamato Bevacizumab, all'occhio iniettandolo nel flusso sanguigno. Temevano, tuttavia, la presenza sistemica di un agente che interferisce con la formazione di vasi sanguigni in una popolazione anziana con elevato rischio di malattie cardiovascolari. Pertanto, gli scienziati scelsero di iniettarlo direttamente nell'occhio.
Con questo obiettivo in mente, Ferrara e Henry Lowman (Genentech) svilupparono un derivato più piccolo dell'anticorpo anti-VEGF, Ranibizumab, prevedendo che esso avrebbe penetrato la retina meglio del suo genitore, sarebbe stato più potente e avrebbe portato un rischio minore di certe risposte infiammatorie.
Nel 2000, Ferrara e i suoi colleghi, tra cui Philip J. Rosenfeld (University of Miami Miller School of Medicine) e David M. Brown (Methodist Hospital, Houston), iniziarono uno studio clinico sulla DMLE essudativa con questo anticorpo anti-VEGF.
Le sperimentazioni multicentriche su più di 1000 pazienti portarono a risultati incoraggianti. Il farmaco non solo arresta la perdita della vista, ma migliora la vista in molti pazienti dopo un anno di iniezioni mensili; i suoi effetti persistono anche nel secondo anno di studio.
Altre terapie disponibili sono meno efficaci a contrastare la malattia e non ripristinano la vista.
Il 30 giugno 2006, l'agenzia regolatoria FDA ha approvato la Ranibizumab (Lucentis®) per il trattamento della DMLE essudativa. Due anni prima, il composto progenitore (Avastin®) era stato approvato per il cancro del colon metastatico, e molte persone ora stanno ricevendo questo farmaco "Off-label" per la DMLE essudativa.
Il lavoro di Ferrara sta rivoluzionando la qualità della vita per molti degli statunitensi affetti da DMLE essudativa, stimati in 1,2 milioni. In tutto il mondo, oltre un milione di pazienti ha già ricevuto la terapia con l'anticorpo anti-VEGF. Molti altri probabilmente ne beneficeranno nei prossimi decenni, dato che la frequenza della malattia aumenta rapidamente a causa dell'invecchiamento della popolazione mondiale.

## Premi e riconoscimenti[8]
- The Economist Innovation Award (Bioscience), 2012
- Dr. Paul Janssen Award for Biomedical Research, 2011
- ARVO/AFER, Special Recognition, 2011
- Lasker Award per la Ricerca Clinica Medica, 2010
- Jules Gonin Lecture, Retina Research Foundation, 2010
- Premio Michaelson Symposium Macula Society, 2010
- Mortel Lecturership in Cancer Research, Penn State University, 2009
- Premio AACR International - Pezcoller Foundation, 2009
- NDDO Honorary Award Lecture, 2009
- Premio Arnall Patz, Macula Society, 2008
- Bruce I. Terman Memorial Lecture, Albert Einstein College of Medicine, 2008
- Laurea honoris causa, Università del Piemonte Orientale, Novara, Italia, 2007
- Premio ASCO per le scienze dell'Oncologia, 2007
- Premio C. Chester Stock, MSKCC, 2007
- Premio per la Ricerca sul Cancro della General Motors, 2006
- Eletto all'accademia Nazionale delle Scienze, USA, 2006
- Premio Passano, 2006
- Gran Premio dell'Istituto Lefoulon-Delalande di Francia, 2005
- Premio AACR Bruce F. Cain Memorial, 2005
- Premio per la Medicina da parte di Discover Magazine, 2004
- Premio della Fondazione per il cancro Italia-America, 2004
- AIRCMO Prize for Research in Opthalmic Disorders, 2004

## Scritti principali

### Libri
- Tumour Angiogenesis, Bicknell R., Lewis CE., Ferrara N., Oxford University Press, 1997, ISBN 978-0-19-854937-6
- Angiogenesis: From Basic Science to Clinical Applications, Ferrara N., CRC Press, 2007, ISBN 978-0-8493-2844-2

### Pubblicazioni[8]
- Vascular endothelial growth factor is a secreted angiogenic mitogen, Leung DW., Cachianes G., Kuang WJ., Goeddel DV., Ferrara N., Science, 1989
- The fms-like tyrosine kinase, a receptor for vascular endothelial growth factor, de Vries C., Escobedo JA., Ueno H., Houck K., Ferrara N., Williams LT., Science, 1992
- Inhibition of vascular endothelial growth factor-induced angiogenesis suppresses tumour growth in vivo, Kim KJ., Li B., Winer J., Armanini M., Gillett N., Phillips HS., Ferrara N., Nature, 1993
- Vascular endothelial growth factor in ocular fluid of patients with diabetic retinopathy and other retinal disorders, Aiello LP., Avery R., Arrigg R., Keyt B., Jampel H., Shah S., Pasquale L., Thieme H., Iwamoto M., Park JE., Nguyen H., Aiello LM., Ferrara N., King GL., The New England Journal of Medicine, 1994
- Heterozygous embryonic lethality induced by targeted inactivation of the VEGF gene, Ferrara N., Carver-Moore K., Chen H., Dowd M., Lu L., O'Shea S., Powell-Braxton L., Hillan KJ., Moore MW., Nature, 1996
- Humanization of an anti-vascular endothelial growth factor monoclonal antibody for the therapy of solid tumors and other disorders, Presta LG., Chen H., O'Connor SJ., Chisholm V., Meng G., Krummen L., Winkler M., Ferrara N., Cancer Research, 1997
- Vascular endothelial growth factor is essential for corpus luteum angiogenesis, Ferrara N., Chen H., Davis-Smyth T., Nguyen N., Gerber H., Peers D., Chisholm V., Hillan KJ., Schwall R., Nature Medicine, 1998
- VEGF couples hypertrophic cartilage remodeling, ossification and angiogenesis during endochondral bone formation, Gerber HP., Vu TH., Ryan AM., Kowalski J., Werb Z., Ferrara N., Nature Medicine, 1999
- Identification of an angiogenic mitogen selective for endocrine gland endothelium, LeCouter J., Kowalski J., Foster J., Zhang Z., Rangell L., Keller GA., Hass P., DeGuzman L., Frantz G., Peale F., Gurney A., Hillan KJ., Ferrara N., Nature, 2001
- VEGF regulates haematopoietic stem cell survival by an internal autocrine loop mechanism, Gerber HP., Malik A., Solar G., Sherman D., Liang XH., Meng G., Hong K., Marsters JC., Ferrara N., Nature, 2002
- Angiogenesis-independent endothelial protection of liver: Role of VEGFR-1, LeCouter J., Moritz DR., Li B., Phillips GL., Liang X-H., Gerber HP., Hillan KJ., Ferrara N., Science, 2003
- The biology of VEGF and its receptors, Ferrara N., Gerber HP., LeCouter J., Nature Medicine, 2003
- Bevacizumab plus irinotecan, fluorouracil, and leucovorin for metastatic colorectal cancer, Hurwitz H., Fehrenbacher L., Novotny W., Cartwright T., Hainsworth H., Helm W., Berlin J., Baron A., Griffing S., Holmgren E., Ferrara N., Fyfe G., Rogers B., Ross. R, Kabbinavar F., The New England Journal of Medicine, 2004
- Angiogenesis as a therapeutic target, Ferrara N., Kerbel RS., Nature, 2005
- Tumor refractoriness to anti-VEGF treatment is mediated by CD11b+Gr1+ myeloid cells, Shojaei F., Wu X., Baldwin ME., Zhong C., Malik A., Shanz S., Fuh G., Gerber HP., Ferrara N., Nature Biotechnology, 2007
- Bv8 regulates myeloid cell-dependent tumour angiogenesis, Shojaei F., Wu X., Zhong C., Yu L., Liang XH., Yao J., Blanchard D., Peale F., Bais C., Van Bruggen N., Ho C., Ross J., Tan M., Carano R., Meng YG., Ferrara N., Nature, 2007
- PDGF-C mediates the angiogenic and tumorigenic properties of fibroblasts associated with tumors refractory to anti-VEGF treatment, Crawford Y., Kasman IM., Yu L., Zhong C., Wu X., Modrusan Z., Kaminker J., Ferrara N., Cancer Cell, 2009
- G-CSF-initiated myeloid cell mobilization and angiogenesis mediate tumor refractoriness to anti-VEGF treatment in mouse models, Shojaei F., Wu X., Qu X., Tan M., Meng G., Ferrara N., Proceedings of the National Academy of Sciences of the United States of America, 2009
- PlGF blockade does not inhibit angiogenesis during primary tumor growth, Bais C., Wu X., Yao J., Crawford Y., McCutcheon K., Tan C., Yang S., Vernes JM., Easthan-Anderson J., Haughney P., Kowanetz M., Hagenbeck T., Kasman I., Meng G., Hongo JA., Stephan JP., Shibuya M., Ferrara N., Cell, 2010
- Modeling and predicting clinical,efficacy for drugs targeting the tumor milieu, Singh M., Ferrara N., Nature Biotechnology, 2012
- Tumor secreted miR-9 promote endothelial cell migration and angiogenesis by activating the JAK-STAT pathway, Zhuang G., Wu X., Jiang Z., Kasman I., Yao J., Guo Y., Oeh J., Modrusan Z., Bais C., Sampath D., Ferrara N., The EMBO Journal, 2012